# اولشنیک
اولشنیک (به چکی: Olešník) یک منطقهٔ مسکونی در جمهوری چک است که در شهرستان چسکه بودیوویتسه واقع شده‌است. اولشنیک ۲۳٫۴۹ کیلومتر مربع مساحت و ۷۷۰ نفر جمعیت دارد و ۴۱۹ متر بالاتر از سطح دریا واقع شده‌است.